# Ang lihim ni Antonio
Ang lihim ni Antonio è un film del 2008 diretto da Joselito Altarejos.
La pellicola (il cui titolo significa Il segreto di Antonio), di produzione filippina, racconta la storia di un quindicenne gay la cui sessualità emergente lo allontana velocemente dai suoi amici e conoscenti. Questo fino a quando lo zio libertino venticinquenne non va ad abitare assieme a lui e alla madre. Il ragazzo crede d'aver finalmente trovato qualcuno con cui potersi confidare, uno spirito affine, ed instaura con lui una relazione amorosa; ma le intenzioni incestuose del giovane uomo nei confronti del ragazzo si fanno via via sempre più pressanti, sino a giungere alla vera e propria violenza.
Rispetto ad un precedente film filippino sempre a tematica LGBT, Ang pagdadalaga ni Maximo Oliveros, ha uno sviluppo molto meno positivo e più tragico.

## Trama
Antonio (il cui nome è in onore di San Antonio da Padova) è un ragazzo di quindici anni che sta iniziando a comprendere la natura omosessuale dei propri desideri; il suo miglior amico eterosessuale, il coetaneo Mike, lo sostiene nel suo coming out - egli ha un approccio filosofico e schietto con la vita - e, dopo essersi informato se Antonio pensa sempre e solo ai maschi quando pratica l'autoerotismo e assicuratosi che l'amico non ha subito alcuna molestia quand'era un bambino - gli espone le varie Teorie sulla differenziazione dell'orientamento sessuale, da quella ereditaria a quella ambientale.
La sua prima esperienza sessuale con un compagno più grande di nome Nathan, all'inizio delle festività natalizie, ha portato però alla rottura della sua amicizia con lui, non riuscendo ad accettare quest'ultimo il fatto di aver baciato un altro maschio ed essersi lasciato masturbare da lui. Dopo che Nathan ha deciso di trovarsi una fidanzata e si allontana definitivamente, Antonio pare diventar sempre più desideroso di contatti intimi; la madre Tere, che lavora in un consultorio e centro d'aiuto per giovani donne in stato di gravidanza, non ha molte difficoltà ad accettare il fatto che il figlio sia gay, quel che più conta è "ch'egli si prenda le dovute responsabilità nella vita".
Il padre di Antonio è andato a lavorare anni prima a Dubai e lì s'è costruito una nuova famiglia, continua a telefonare saltuariamente - promettendo anche al figlio di comprargli un computer - ma non ha alcuna intenzione in realtà di tornare in patria.
L'adolescente, per le sopraggiunte feste di Natale, si trova a condividere la stanza col giovane zio Jonbert, di dieci anni più grande; dopo che Antonio lo ha spiato mentre si fa la doccia non riesce a trattenersi dal toccarlo mentre questi sembra addormentato di fianco a lui. Il giorno seguente Jonbert fa capire che la cosa gli è piaciuta e induce il ragazzo ad intrattenere con lui un rapporto di sesso orale, che negl'immediati giorni seguenti si fanno sempre più frequenti.
Tuttavia, un mattino che la madre s'è allontanata, Jonbert dice ad Antonio senza mezzi termini d'essersi stancato della sua mano e della sua bocca; propone così al quindicenne un rapporto anale completo: davanti al rifiuto impaurito di Antonio lo zio non esita a forzarlo finendo col violentarlo sopra il tavolo della cucina. In quel momento la madre torna a casa e, inorridita dalla violenza sessuale a cui vede sottoposto il figlio, prende a coltellate Jonbert.
Antonio lava la madre, rimasta sotto choc, dal sangue e poi dà alla polizia la seguente versione dei fatti: lo zio e la madre hanno avuto una violenta lite per motivi di soldi e lui per difenderla ha ammazzato l'uomo.